# 아트워크
아트워크(artwork)는 시각 예술에서의 작품등을 말한다. 아트워크의 기반은 일러스트 이미지에 두고 있다. 원래의 의미는 복제해도 좋을 만큼 정교하게 마무리된 이미지이나, 제품디자인에서는 디자인 최종단계에서 제품에 들어가는 회사 로고, 제품명, 기능버튼의 이름, 윈도의 배면인쇄 등의 내용을 1:1로 필름을 제작하는 것을 의미하며 양산을 위한 필수적인 작업을 말한다. 이는 순수 일러스트와 차별이 되는 창조적인 디자인 작업이며, 아티스트나 카메라 또는 다른 기계적 수단으로 마련된 전시용 미술작품 또는 프린트 기판의 레이아웃 작업을 지칭하기도 한다.

## 아트워크와 다른 디자인의 차이
쏟아지는 디자인 속에서 대중의 눈길을 끄는 것은 당연 독창적인 디자인이다. 이런 독창적인 예술의 형태를 아트워크라 정의한다. 아트워크는 디자인의 개념을 확장하고, 재해석하여 디자인의 활용범위를 넓게 표현한다. 기존의 디자인분야에 새로운 장르라 할 수 있다. 기존의 이미지와 차별되는 가장 큰 부분은 창조성에 있다. 새로운 방법, 새로운 색감, 새로운 구도 등 좀처럼 보기 힘든 자신만의 이미지를 만들어낸다.

## 활용분야
- 인쇄광고
- 커버 아트
- 책의 삽화
- 만화
- 패키지제품
- 게임일러스트
- DVD
- CD
- 비디오테이프
- 앨범아트
- 기계설비